# Hecistopteris pumila
Hecistopteris pumila är en kantbräkenväxtart som först beskrevs av Kurt Sprengel, och fick sitt nu gällande namn av John Smith. Hecistopteris pumila ingår i släktet Hecistopteris och familjen Pteridaceae. Inga underarter finns listade.